# 曼哈顿东城

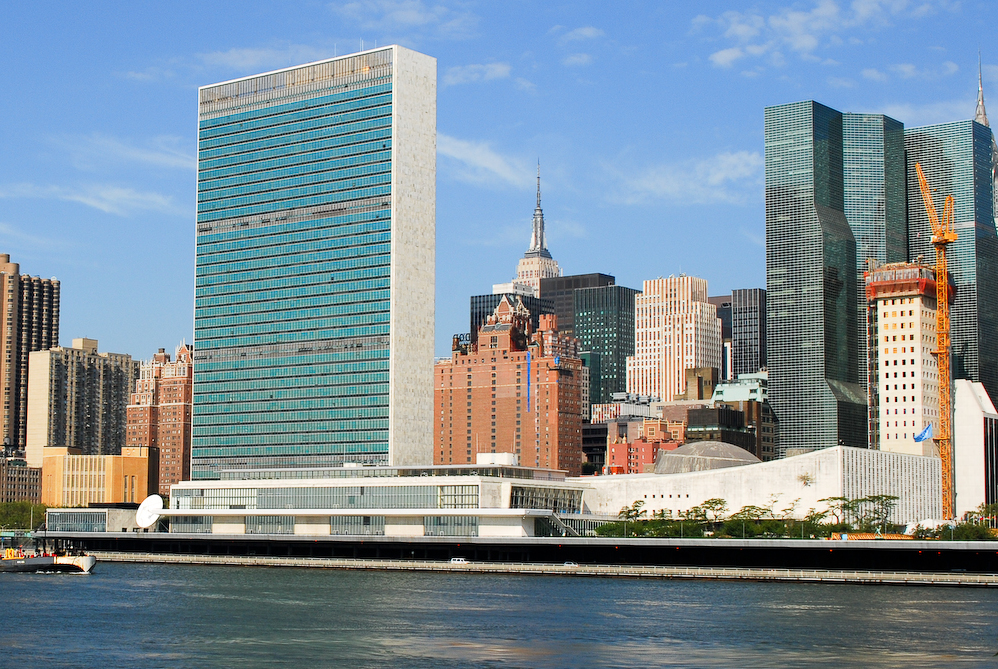
2008年时在罗斯福岛上隔东河拍摄的曼哈顿东城照片。前景建筑为联合国总部，背景中的建筑包括帝国大厦、都鐸城市公寓等许许多多的高楼大厦。

曼哈顿东城（英语：East Side of Manhattan）是对美国纽约州纽约市曼哈顿岛靠近东河区域的称呼，大致是曼哈顿岛的东半边。曼哈顿东城与布鲁克林区和皇后区隔东河相望。曼哈顿东城通过第五大道、中央公园、百老汇大道南段与曼哈顿西城相隔。
曼哈顿东城内的主要地区包括（按由北向南顺序排列）：东哈莱姆、约克维尔、上东城、海龟湾、梅利山、基普湾、格拉梅西公园、东村、下东城。途径曼哈顿东城的南北向快速路富兰克林·德拉诺·罗斯福东河快速路以及哈莱姆河快速路大致沿曼哈顿岛东岸行进，和部分路段与之平行且相邻的曼哈顿滨水绿道相对独立。纽约地铁IRT莱辛顿大道线和多条公交线路均为曼哈顿东城提供服务。